# Костёр (песня)
«Костёр» — песня советской и российской рок-группы «Машина времени», сочинённая Андреем Макаревичем в 1981 году. Затрагивает нравственно-этическую проблематику выбора поведения лирического героя, акцентируя внимание на идее самопожертвования. По мнению исследователей, базируется на бардовской и эстрадной музыкальных традициях. Версия песни в исполнении Софии Ротару включена в звуковую дорожку художественного фильма Александра Стефановича «Душа». Издавалась в альбомах «Лучшие песни «Машины времени» 1979—1985» (одна из первых концертных версий) и «Медленная хорошая музыка» (студийная версия). Входит в концертный репертуар «Машины времени» с начала 1980-х годов до настоящего времени. Радиостанцией «Наше радио» включена в перечень «100 лучших песен русского рока в XX веке».

## История

### Прорыв в кино
Песня «Костёр» была написана Андреем Макаревичем в 1981 году — в период «тотального триумфа» «Машины времени», когда группа уже имела официальный статус музыкального ансамбля при Росконцерте с насыщенным гастрольным графиком. В конце января музыканты выступали в Ледовом дворце спорта ЦСК ВВС города Куйбышева с программой «От песни к песне». Гостиничный номер, в котором проживал тогда Макаревич, по его воспоминаниям, был огромным и «совершенно ледяным», «братки» в ресторане — одеты «в шубы и шапки». Чтобы «не сосредоточиваться на холоде», музыкант играл на гитаре, отметив для себя, что в номере была «прекрасная акустика». Через некоторое время возникла мелодия, Макаревич «начал что-то напевать» и за полтора часа сочинил песню «Костёр». Как замечал позже автор, «не то чтобы я был так примитивен — вот, мне холодно, и я пою о костре… но просто очень всё сошлось: погода, братки, акустика. И это как в России: очень холодно, но всё отлично звучит».
Первая студийная запись песни производилась в мае—июне 1981 года во время съёмок художественного фильма «Душа» режиссёра Александра Стефановича. Все музыканты «Машины времени» приняли участие в съёмках фильма в качестве актёров. Они сыграли роли участников рок-ансамбля, аккомпанировавших главной героине, — молодой артистке, роль которой, в свою очередь, исполнила популярная советская эстрадная певица София Ротару. «Душа» стала первым кинофильмом, в котором широкий зритель смог увидеть музыкантов «Машины времени» — до этого, в 1974 году, в фильме «Афоня» кадры выступления группы были вырезаны, а в 1976 году оригинал документального фильма «Шесть писем о бите» с отрывками концерта и интервью музыкантов был уничтожен сразу после его первого показа.
Андрей Макаревич и Александр Кутиков выступили также авторами музыки для фильма «Душа» (кроме них в работе над звуковой дорожкой фильма принял участие известный композитор Александр Зацепин). Для записи было отобрано шесть песен «Машины времени», сочинённых в период 1979—1981 годов, в том числе «Костёр». Группа записала эти песни на киностудии «Мосфильм», звукорежиссёром являлся композитор Виктор Бабушкин. Вокальные партии в большей части песен, включая «Костёр», были исполнены Софией Ротару. Аранжировка «Костра» основывалась на сочетании партий гитар, ударных и клавишных инструментов при солировании последних во вступлении, проигрышах и коде. Этот вариант аранжировки был сохранён в последующих версиях песни, записанных группой.
По требованию редактуры в текст песни «Костёр» во время записи были внесены две правки. Строка «А ты был неправ: ты всё спалил за час» была заменена на строку «А ты так спешил — ты всё спалил за час». Строка «Ещё не жаль огня, / И Бог хранит меня» — соответственно на «Ещё не жаль огня, / Судьба хранит меня». Как позже отмечал журнал «7 дней», Макаревич, прилагавший усилия, чтобы «стать представителем официальной культуры», согласился на замену "идеологически неправильного «Бога» на нейтральную «судьбу» именно ради «прорыва» в кино и на телевидение. Некоторые поклонники и критики, однако, восприняли участие музыкантов в фильме «Душа» негативно. Так, например, публицист Илья Смирнов охарактеризовал данный фильм как «пошлейший», обратив внимание на то, что от «Машины времени» потребовали тогда заменить слово «Бог» на «Судьбу» «вне зависимости от таких буржуазных предрассудков как рифма и длина строки». По мнению петербургского музыковеда и популяризатора рок-н-ролла Коли Васина, интерес к творчеству Макаревича и «Машины времени» после выхода фильма «Душа» упал. Участие группы, со слов Васина, «в дешёвом и бездушном фарсе» подорвало её моральный статус, а для Макаревича, которого он назвал героем поколения, — стало уничижающим компромиссом.
Записанная для фильма «Душа» версия «Костра» издавалась Всесоюзной студией грамзаписи «Мелодия» дважды — в 1986 году на сингле «Музыкальный телетайп». Комсомольская правда" и в 1987 году на сингле «Музыка из кинофильма „Душа“. По вашим письмам». Поскольку оба релиза были выпущены намного позже кинопремьеры «Души», состоявшейся в 1982 году, постольку в хит-парады, активно распространяемые со второй половины 1980-х годов различными издателями, эти синглы не попали.

### После «Души»
После выхода «Души» в кинопрокат концертный репертуар Софии Ротару пополнился песнями из этого кинофильма, в числе которых был и «Костёр». В декабре 1982 года на съёмках телепередачи «Новогодний аттракцион» в цирке на Цветном бульваре Ротару представила перезаписанную версию «Костра» с изменённой аранжировкой под аккомпанемент коллектива «Червона рута». В подготовке этой версии песни музыканты «Машины времени» участия не принимали.
Первые концертные исполнения «Костра» «Машиной времени» относятся к июню 1981 года. После утверждения Росконцертом новой концертной программы группы в середине 1981 года, песня была включена в её сет-лист. Концертная версия «Костра», исполненная 30 декабря 1981 года во Дворце спорта ленинградских профсоюзов «Юбилейный», была издана в альбоме-сборнике «Лучшие песни «Машины времени» 1979—1985» в 1993 году. С началом сольной гастрольной деятельности в середине 1980-х годов Макаревич исполнял «Костёр» на собственных концертах, а с 2000-х годов — также в рамках выступлений с «Оркестром креольского танго» и другими сайд-проектами.
Первая студийная запись песни «Костёр» в исполнении самого Андрея Макаревича была произведена только в 1986 году при подготовке демозаписи композиций группы, переведённых на английский язык. Предполагалось, что демозапись, включавшая и англоязычную версию «Костра» — Bonfire, — могла быть использована для продвижения музыки группы за границей. Эта студийная версия «Костра» не выпускалась ни в одном альбоме. Единственной официально изданной студийной версией песни с вокалом Макаревича является фонограмма, записанная в 1990 году и включённая в альбом «Медленная хорошая музыка». Так как на период 1989—1990 годов приходится участие в совместных с «Машиной времени» концертах музыкантов джаз-группы «Квартал», в студийной версии «Костра», подготовленной для «Медленной хорошей музыки», в качестве бэк-вокалиста принимала участие солистка «Квартала» Татьяна Литвиненко. В 1993 году эту фонограмму «Машина времени» бесплатно предоставила для издания в составе альбома-сборника Greenpeace Rocks. Альбом представлял собой проект наиболее известных российских рок-музыкантов в поддержку движения «зелёных».
По воспоминаниям Петра Подгородецкого, с песней «Костёр» связано одно из происшествий гастрольной жизни группы. Непосредственно во время исполнения песни на концерте «Машины времени» в ночном клубе Мапуту в Мозамбике 31 декабря 1990 года Евгений Маргулис, выспавшийся после выпивания с «вертолётчиками», и Подгородецкий, наоборот, «наджинтонившийся» перед этим концертом «очень прилично», затеяли спор по поводу того, какое именно произведение музыканты играли в тот момент. Подгородецкий уверял, что это был «Костёр», — Маргулис выражал сомнения на этот счёт. (Об отношении к песне самого Маргулиса говорит тот факт, что в интервью 2018 года журналисту Евгению Додолеву, перечисляя пять любимых песен «Машины времени», он упомянул «Костёр» дважды.) В действительности, со слов Подгородецкого, оба играли другую известную песню группы — «Я сюда ещё вернусь».

## Запись и издания
| Период записи    | Место записи                                       | Участники записи | Издание |
| ---------------- | -------------------------------------------------- | --- | --- |
| 1981, май—июнь   | «Мосфильм»                                         | «Машина времени»: Андрей Макаревич (гитара, бэк-вокал), Александр Кутиков (бас-гитара), Пётр Подгородецкий (клавишные), Валерий Ефремов (ударные) Вокал: София Ротару Звукорежиссёр: Виктор Бабушкин                                                         | • «Музыкальный телетайп». Комсомольская правда" («Мелодия», 1986), • «Музыка из кинофильма „Душа“. По вашим письмам» («Мелодия», 1987)                    |
| 1981, 30 декабря | Дворец спорта ленинградских профсоюзов «Юбилейный» | «Машина времени»: Андрей Макаревич (вокал, гитара), Александр Кутиков (бас-гитара), Пётр Подгородецкий (клавишные), Валерий Ефремов (ударные) Звукорежиссёр: Нет сведений                                                                                    | «Лучшие песни «Машины времени» 1979—1985» («Sintez records», 1993)                                                                                        |
| 1986             | Нет сведений (Bonfire — англоязычная версия песни) | «Машина времени»: Андрей Макаревич (вокал, гитара), Александр Кутиков (бас-гитара), Александр Зайцев (клавишные), Валерий Ефремов (ударные) Звукорежиссёр: Нет сведений                                                                                      | Не издана |
| 1990             | Sintez Records                                     | «Машина времени»: Андрей Макаревич (вокал, гитара), Александр Кутиков (бас-гитара), Евгений Маргулис (гитара), Пётр Подгородецкий (клавишные), Валерий Ефремов (ударные) Подпевка: Татьяна Литвиненко («Квартал») Звукорежиссёры: Александр Кутиков, А. Ветр | • «Медленная хорошая музыка» («Sintez records», 1991), • Greenpeace Rocks («SNC Records», 1993), • «50» (ремастеринговая версия) («Sintez records», 2019) |

Примечание. В таблице приведены сведения обо всех студийных и о некоторых концертных версиях песни.

## Художественные особенности

### Жанр и стихотворный размер
Стихотворный размер текста песни — логаэд. Большинство строк куплета (85 %) — комбинация двухстопного дактиля и трёхстопного ямба, в обоих случаях — с мужским окончанием, с постоянной цезурой между отрезками, а припев — разностопный ямб. Использование силлабо-тонических метров и «книжного» ямба, по мнению Н. Клюевой, сближает творчество Макаревича с бардовской песенной традицией. Как отмечала исследователь, размер логаэд в литературе XX века чаще всего использовался в песенной поэзии, однако в рок-традиции встречался редко, поскольку у самих рок-музыкантов ассоциировался с советской массовой песней или творчеством вокально-инструментальных ансамблей. Тем не менее, написанный именно этим размером «Костёр» стал популярен, по мнению Клюевой, в том числе благодаря «тесной синтетической взаимосвязи текста и музыки, здесь реализованной в форме логаэда», пусть и с «частичным расшатыванием» стиховой организации.
При характеристике поэтической формы песенного творчества Макаревича Илья Кормильцев и Ольга Сурова также обращали внимание на факт заимствования «практически без изменений» этой формы из бардовской поэзии, указывая на особое внимание поэта к нравственно-этической проблематике, «порой доходящего до дидактизма». Одним из ведущих жанров, по мнению авторов, в данном случае становится дидактическая притча, примером которой является песня «Костёр». Нравственная проблематика рассматривается здесь с позиции внутреннего «кодекса чести» лирического героя.

### Лирический герой
Лирический герой песни «Костёр» находится в ситуации выбора жизненной позиции, и он готов нести ответственность за этот выбор перед окружающими: «можно тлеть всю жизнь, а можно вспыхнуть огромным ярким костром».
Ю. Пилюте исследовала художественный мир русской рок-поэзии с точки зрения его сопоставления с некоторыми особенностями мифологии как особой формы человеческого сознания. Лирического героя песни «Костёр» она отнесла к типу «эталона человека», которому в мифах и легендах соответствовал герой «первопредок». Призванный быть примером для подражания, такой герой, по мысли Пилюте, задавал систему целей, к которым другим членам общества необходимо было стремиться, открывая в себе новые индивидуальные возможности развития личности. Таким образом, он привносил в социальный мир духовные ценности и культурно-значимые объекты материального плана, отвечая в целом за «становление человеческого общества». Тип «эталона человека» в русской рок-поэзии, продолжала Пилюте, «просто живёт среди людей», отличаясь от них умением самостоятельно мыслить, стремлением обрести личную свободу и духовную самостоятельность. Во имя последнего герой «отрекается» от общества, в котором правит закон большинства, «не дающий живой человеческой личности оставаться собой».
В песне «Костёр» «эталон человека» связан с идеей самопожертвования. Метафора костра, по мысли исследователя, отражает ту особую жизненную энергию, которая есть у каждого человека. Закон большинства в данном случае означает рациональное отношение к этой энергии: каждый бережёт свой костёр, чтобы «дожить до тёплых дней». Герой-«эталон человека», напротив, готов поделиться своим теплом со всеми, и это делает его особенным. В понимании общества такой герой — «чудак», которому не дожить до этих тёплых дней, однако его поступок даёт обществу представление о том, что «прорыв в запредельное возможен». С другой стороны, этот поступок является результатом «свободного выбора» героя, который, в свою очередь, «отменяет» непреложность закономерностей развития самого общества, ставит под вопрос их истинность. Пилюте видела в этом «бесспорную силу» героя-«эталона человека», вследствие наличия которой он представляет для общества «большую опасность». Именно неготовность членов общества принять того, кто отличается от них, заключала исследователь, объясняет и одиночество, и жертвенность лирического героя.
Н. Нежданова характеризовала лирического героя песен Макаревича как «безрассудного бунтаря-одиночку, идущего по жизни напролом». В песне «Костёр» мерой этого безрассудства становится сам поступок героя: "Насколько безрассуден тот, кто нерасчётливо бросил в костёр все дрова, чтоб хоть на час, но «стало всем теплей».
По мнению журналиста Вадима Пономарёва, «Костёр» — один из лучших "образчиков того самого русского кантри с такой некоторой русской язвинкой, которая в Арканзасе вряд ли встретится, а где-нибудь на Тамбовщине, например, очень даже вполне, — когда «ещё не всё разрешено». В этой связи Пономарёв обращал внимание на то, что героя-чудака, который «сделал всё не так», согласно «американской терминологии», можно было бы определить как «лузера».

### В контексте фильма «Душа»
Юрий Доманский исследовал вариативное изменение текста «Костра», произошедшее после включения песни в звуковую дорожку кинофильма «Душа», а также «редукции и приращения смыслов», которые возникли при её исполнении Софией Ротару. По предположению Доманского, в задачу авторов фильма входило продемонстрировать то, как героиня Ротару, являясь эстрадной певицей, может исполнять и в итоге, «к восхищению музыкантов», исполняет "вполне себе рокерскую песню «Барьер». В этом случае «Барьер» выступал «средством», при помощи которого оказывается возможным переход эстрады в сферу рока, песня являлась знаком самого этого перехода.
В отличие от «Барьера», песня «Костёр», как считал Доманский, на музыкальном и «словесном» уровнях в большей степени может быть отнесена к эстраде, и только в меньшей — к року. Поэтому в исполнении эстрадной певицы эта песня звучит «вполне органично». В данном случае, благодаря смене исполнителя, произошёл, наоборот, частичный переход рок-песни в сферу эстрадной музыки. Такой переход позволяет увидеть «дополнительные смыслы» песни, которые были скрыты от слушателя, пока «Костёр» «находился строго» в сфере рок-культуры. В этой связи Доманский обратил также внимание на «продуктивный в семантическом плане» синтез рок-песен и песен на музыку «эстрадного» композитора Зацепина. Вместе с тем, вследствие указанного перехода оригинальные исполнения «Костра» Андреем Макаревичем в концертных записях 1980-х годов, по мнению исследователя, «зачастую воспринимаются рок-аудиторией как знаки компромисса „Машины времени“ и советской эстрады».

## Признание
С начала 1980-х годов «Костёр» — одна из наиболее известных и популярных песен «Машины времени», исполнение которой на концертах публика поддерживает «пропеванием без запинки всех „костровых“ куплетов». Песня входит в концертную программу группы до настоящего времени. В 2000 году радиостанцией «Наше радио» «Костёр» был включён в рейтинг «100 лучших песен русского рока в XX веке», а в 2014 году — в перечень «500 лучших песен „Нашего радио“».
Музыкальный критик Артемий Троицкий назвал «Костёр» одним из «гимнов поколения», сравнимым по влиянию «на русских людей с песнями „Битлз“ или Боба Дилана». В издании «Новейшая история отечественного кино» песня поименована в перечне хитов, составивших «классическое наследие советского рок-н-ролла». Газета «Коммерсантъ» признала, что для советского человека «Костёр» был «чуть ли не родным „Отелем „Калифорния“», при этом главную заслугу «Машины времени» издание видело не столько в сочинении этой песни, сколько в том, что после «всенародного обожествления» группа продолжила выпускать «достойный музыкальный материал».
Собственные версии песни «Костёр» создавали и другие музыканты, иногда — в необычных музыкальных стилях. Так, для трибьют-альбома «Машинопись» группа «Пилот» записала кавер-версию в стиле гранж. Этот вариант вызвал непонимание критиков: «„Пилот“ сбросил „Костёр“ как бомбовый груз на головы мирных жителей. За что так с романтической песней?». «Пилот» отнесли к числу «исполнителей, любящих не „Машину“ в себе, а себя в „Машине“». Джаз-группа «Квартал» также записала свою оригинальную версию «Костра» с участием Макаревича в качестве вокалиста для альбома «Время напрокат».
В 2011 году в программе «Достояние республики», посвящённой творчеству Андрея Макаревича и «Машины времени», Ирина Сурина и Тимур Ведерников исполнили «Костёр» в стиле кантри, в «несколько фольклорной», как замечал позже журналист Алексей Мажаев, окраске. «Костёр» стал тогда победителем голосования в студии «Достояния республики». Со слов самой Суриной, впервые песню в таком стиле она пыталась исполнять ещё в начале 1990-х годов как вокалистка кантри-рок-группы «Кукуруза». Мажаев назвал «Костёр» вершиной творчества Макаревича, в которой «все его лучшие качества совпали: и как композитора, и как поэта», и которая хороша в совершенно разных интерпретациях. Журналист отметил, что пел эту песню ребёнку в качестве колыбельной.
Пародийный номер на песню «Костёр» в первой половине 2000-х годов присутствовал в репертуаре Максима Галкина.
Музыкальные и поэтические решения, определившие звучание основных версий «Костра», по мнению звукорежиссёра Анатолия Вейценфельда, использовались «Машиной времени» при работе над звуком песни «То, чего больше нет», включённой в альбом Time Machine: "Типичная «разговорная» лирика Макаревича под скромный гитарный аккомпанемент в стиле его старого хита «Костёр».